# فهرست زنان قلعه‌دار در ژاپن
فهرست زنان قلعه‌دار در ژاپن (انگلیسی: List of female castellans in Japan) این فهرستی از حاکم قلعه زن در تاریخ ژاپن است.

## فهرست

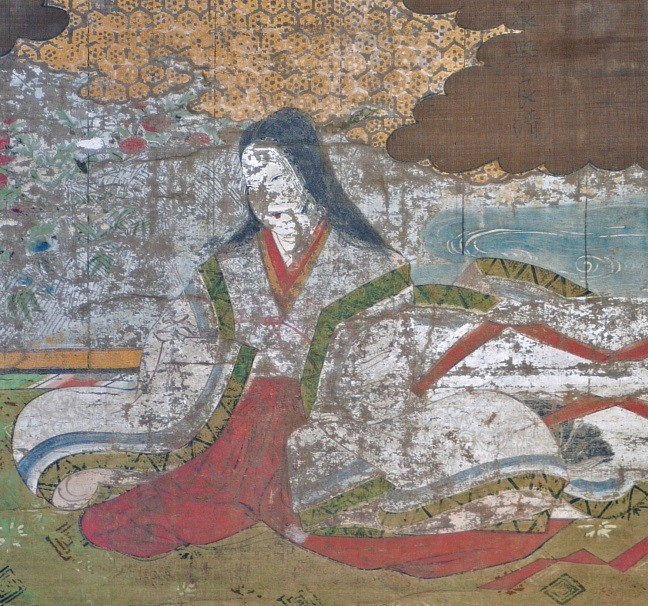
تصویر تاچیبانا گینچیو یک حاکم قلعه به نام قلعه تاچیبانا.

| نام                | وفاداری                                                                                           | قلعه                            | منطقه                         |
| ------------------ | ------------------------------------------------------------------------------------------------- | ------------------------------- | ----------------------------- |
| هاریما نو تسوبونه  | خاندان اوکورا                                                                                     | قلعه هوندو                      | ۱۲۳۳ - نامشخص (دوره کاماکورا) |
| اوتازو نو کاتا     | خاندان ماتسودایرا و خاندان تاکدا                                                                  | قلعه هاماماتسو (ولایت توتومی)   | ۱۵۶۶–۱۵۶۸                     |
| اوتسویا نو کاتا    | خاندان اودا                                                                                       | قلعه ایوامورا (ولایت مینو)      | ۱۵۷۲                          |
| تاچیبانا گینچیو    | خاندان اوتومو                                                                                     | قلعه تاچیبانا (ولایت چیکوزن)    | ۱۵۷۵–۱۵۸۱                     |
| اونامی هیمه        | خاندان آشینا (ژاپن)                                                                               | قلعه سوکاگاوا (ولایت موتسو)     | ۱۵۸۲–۱۵۸۸                     |
| آشیکاگا اوجینوهیمه | （ خاندان هوجوی اخیر） کانتو کوبو، عنوانی معادل شوگون، اما در واقع عروسک خیمه شب بازی خاندان هوجو | قلعه کوگا (ولایت شیموسا)        | ۱۵۸۳–۱۵۹۰                     |
| انکیو-نی           | خاندان ریوزوجی                                                                                    | قلعه کامافوناتسو (ولایت چیکوگو) | 1584                          |
| یودو دونو          | خاندان تویوتومی                                                                                   | قلعه یودو (ولایت یاماشیرو)      | 1589                          |
| آشیکاگا اوجینوهیمه | خاندان تویوتومی→ خاندان کیتسوره‌گاوا                                                               | قصر کونوسو (ولایت شیموسا)       | ۱۵۹۰–۱۶۲۰                     |
| کودای این          | خاندان تویوتومی→ خاندان توکوگاوا                                                                  | قلعه نوی کیوتو (ولایت یاماشیرو) | ۱۵۹۹–۱۶۲۳                     |
| سیشین-نی           | خاندان نانبو                                                                                      | Ne Castle (ولایت موتسو)         | ۱۶۱۴–۱۶۲۰                     |